# Ludwik Eminowicz
Ludwik Eminowicz (ur. 3 sierpnia 1880 w Krakowie, zm. 5 grudnia 1946 w Przesiece) – polski poeta i tłumacz tworzący w czasach Młodej Polski i dwudziestolecia międzywojennego.

## Życiorys
Ukończył studia na Uniwersytecie Jagiellońskim. Następnie pracował jako nauczyciel gimnazjalny. Po odzyskaniu niepodległości przez Polskę był radcą ministerialnym, naczelnikiem wydziału w Ministerstwie Pracy i Opieki Społecznej. Publikował m.in. w „Chimerze”, „Krytyce” i „Maskach”. Tworzył głównie lirykę i poematy, z których ważniejsze to Pathétique (1913), Wariacje (1918), Drabina Jakubowa (1938). Przełożył na język polski tragedię Bachantki Eurypidesa oraz powieść Diable eliksiry E.T.A. Hoffmanna.
23 grudnia 1929 „za zasługi na polu propagandy zagranicą polskiej pracy społecznej” został mu nadany Złoty Krzyż Zasługi.
W 1945 za twórczość poetycką otrzymał nagrodę Ministra Kultury i Sztuki.
Ludwika Eminowicza wspominał w jednym ze swoich utworów Tadeusz Różewicz.